# Chrysobothris verdigripennis
Chrysobothris verdigripennis är en skalbaggsart som beskrevs av Frost 1910. Chrysobothris verdigripennis ingår i släktet Chrysobothris och familjen praktbaggar. Inga underarter finns listade i Catalogue of Life.